# Perroquet à cou brun
Espèce
Statut de conservation UICN

 LC  : Préoccupation mineure
Statut CITES
Le perroquet à cou brun (Poicephalus fuscicollis) est une espèce de psittacidés qui était autrefois considérée comme une sous-espèce du Perroquet robuste (Poicephalus robustus). Des analyses génétiques ont montré qu'il s'agissait de deux espèces proches mais distinctes.

## Description
Cette espèce est physiquement très proche du Perroquet robuste. Elle s'en distingue par une tête gris argentée et la coloration rouge du front plus étendue.

## Sous-espèces
D'après le Congrès ornithologique international, cette espèce est constituée des sous-espèces suivantes (ordre phylogénique) :
- Poicephalus fuscicollis fuscicollis d'Afrique centro-occidentale sérieusement menacée d'extinction ;
- Poicephalus fuscicollis suahelicus du nord du Mozambique au sud de l'Ouganda et à l'est de l'Angola très abondante.